# Јамајкански долар
Јамајкански долар (енгл. Jamaican dollar) је званична валута на Јамајци од 1969. године. Међународни код је JMD. Симбол за долар је J$. Издаје га Банка Јамајке. У 2009. години инфлација је износила 10,2%. Један долар састоји се од 100 цента.
У оптицају су апоени од 50, 100, 500, 1000 и 5000 долара као и кованице од 1, 10 и 25 центи и 1, 5, 10 и 20 долара.